# 喬·馬斯葛洛夫
喬瑟夫·安東尼·馬斯葛洛夫（英語：Joseph Anthony Musgrove，1992年12月4日—），為美國職棒大聯盟的投手，目前效力於聖地牙哥教士。馬斯葛洛夫於2016年登上大聯盟，2017年拿下世界大賽冠軍。2021年，他在教士隊的第二場先發投出生涯首場無安打比賽，同時也是教士隊隊史第一場無安打比賽。

## 職業生涯

### 多倫多藍鳥
2011年美國職棒大聯盟選秀，藍鳥隊在第一輪選進只有高中畢業的馬斯葛洛夫。該年他從GCL聯盟開啟職業生涯，隔年在新人聯盟出賽。

### 休士頓太空人
2012年7月20日，藍鳥隊將馬斯葛洛夫、弗朗西斯科·科德羅、Ben Francisco、Asher Wojciechowski、David Rollins、Carlos Pérez以及一名日後指定球員交易到太空人，換來J·A·哈普、Brandon Lyon及David Carpenter。
到了太空人後，馬斯葛洛夫從新人聯盟開季。2016年8月2日，馬斯葛洛夫登上大聯盟。當時他先發4.1局送出8次三振僅被敲出1支安打。最後他在這年拿下4勝4敗，防禦率4.06。2017年，他更是只在小聯盟投了一場球。整年他在大聯盟拿下7勝8敗，防禦率4.77。
這年太空人闖進季後賽，雖然馬斯葛洛夫在世界大賽上出賽4場只投4局失3分，不過他在第5場一分未失拿下勝投。而太空人雖然最終拿下冠軍，不過卻因為日後爆出的偷暗號事件使得該年的太空人球員都受到指責和質疑。

### 匹茲堡海盜
2018年1月13日，太空人用馬斯葛洛夫、Michael Feliz、Colin Moran及Jason Martin向海盜交易來格里特·柯爾。他在球季初因為受傷錯過開季，一直到5月底才重返先發輪值。2018年8月30日，馬斯葛洛夫在比賽中連續投出21顆好球，寫下大聯盟近30年來的紀錄。這年他先發19場比賽，拿下6勝9敗。
2019年，馬斯葛洛夫拿下11勝12敗，而他63.2%的殘壘率也是全大聯盟最高。2020年，他在縮水賽季只拿下1勝5敗，防禦率為3.96。

### 聖地牙哥教士
2021年1月19日，海盜隊用馬斯葛洛夫向教士隊換來David Bednar、Omar Cruz、Drake Fellows、Hudson Head和Endy Rodriguez，並將Joey Lucchesi送往大都會。
4月9日，馬斯葛洛夫投出教士隊史52年來首場無安打比賽。他主投9局送出10次三振，沒有投出保送，僅在4局上面對喬伊·蓋洛投出觸身球，否則他很有可能投出完全比賽。

## 外部連結
- 球員資訊和成績在MLB，ESPN，Baseball-Reference，Fangraphs（英文）
- 喬·馬斯葛洛夫的X（前Twitter）

| 奖项与成就           | 奖项与成就                        | 奖项与成就         |
| -------------------- | --------------------------------- | ------------------ |
| 前任： 艾列克·米爾斯 | 投出無安打比賽的投手 2021年4月9日 | 繼任： 卡洛斯·羅登 |